# Gerswalde
Gerswalde è un comune di 1 486 abitanti del Brandeburgo, in Germania.

Appartiene al circondario dell'Uckermark ed è capoluogo della comunità amministrativa omonima.

## Storia
Il 31 dicembre 2001 vennero aggregati al comune di Gerswalde i comuni di Friedenfelde, Groß Fredenwalde, Kaakstedt e Krohnhorst.

## Geografia antropica
Nel territorio comunale sono presenti le località abitate di Arnimswalde, Berkenlatten, Böckenberg, Briesen, Buchholz, Fergitz, Friedenfelde, Friedenfelder Weg, Gerswalde, Groß Fredenwalde, Gustavsruh, Herrenstein, Kaakstedt, Klein-Fredenwalde, Krohnhorst, Neudorf, Pinnow, Weiler e Willmine.

## Società

### Evoluzione demografica
| Anno | Abitanti |
| ---- | -------- |
| 1875 | 3 301    |
| 1890 | 3 016    |
| 1910 | 2 822    |
| 1925 | 3 075    |
| 1933 | 3 159    |
| 1939 | 3 059    |
| 1946 | 4 441    |
| 1950 | 4 259    |
| 1964 | 3 080    |
| 1971 | 3 021    |
| 1981 | 2 412    |

| Anno | Abitanti |
| ---- | -------- |
| 1985 | 2 365    |
| 1989 | 2 266    |
| 1990 | 2 216    |
| 1991 | 2 151    |
| 1992 | 2 090    |
| 1993 | 2 052    |
| 1994 | 2 049    |
| 1995 | 2 018    |
| 1996 | 1 999    |
| 1997 | 1 980    |

| Anno | Abitanti |
| ---- | -------- |
| 1998 | 1 974    |
| 1999 | 1 977    |
| 2000 | 1 974    |
| 2001 | 1 956    |
| 2002 | 1 924    |
| 2003 | 1 889    |
| 2004 | 1 844    |
| 2005 | 1 815    |
| 2006 | 1 763    |
| 2007 | 1 723    |

| Anno | Abitanti |
| ---- | -------- |
| 2008 | 1 723    |
| 2009 | 1 680    |
| 2010 | 1 672    |
| 2011 | 1 656    |
| 2012 | 1 637    |
| 2013 | 1 612    |
| 2014 | 1 611    |
| 2015 | 1 604    |
| 2016 | 1 592    |
| 2017 | 1 568    |